# Tänka, snabbt och långsamt

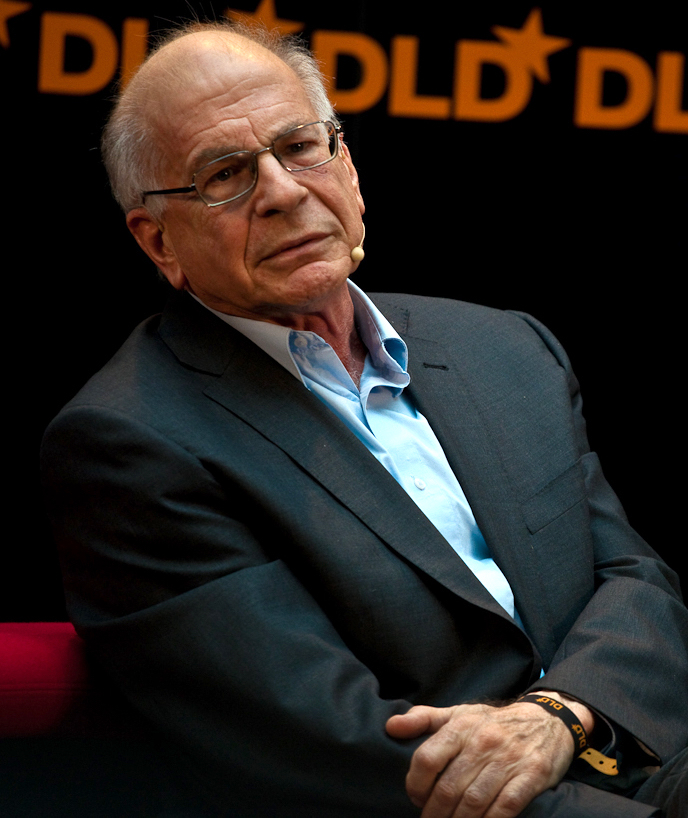
Daniel Kahneman

Tänka, snabbt och långsamt (engelsk originaltitel: Thinking, Fast and Slow) är en bok av ekonomipristagaren Daniel Kahneman från 2011 som sammanfattar forskning som han bedrivit under flera årtionden, ofta i samarbete med Amos Tversky. Boken täcker alla tre faser av hans karriär: det tidiga arbetet om kognitiva fördomar, hans arbete på prospect theory och det senare arbetet om lycka. Boken utgavs år 2012 på svenska av Volante förlag i översättning av Pär Svensson.